# 雜牌拯救隊
《雜牌拯救隊》（ウリクペン救助隊）是日本電視動畫作品，由龍之子製作公司製作，於1974年9月30日至1975年3月29日在富士電視台首播。全套動畫共計132集，每個故事單元以6集為一輯，全計22輯故事。
香港亞洲電視本港台也曾於1989年5月15日至10月15日播放該動畫。
故事講述一個由動物組成的「Urikupen王國」，有一隊專門負責救災的拯救隊，天天保障森林動物的安全。有關方面在每星期六會向最落力救災的拯救隊員頒發「每週功勞獎」。
動物王國的名字「Urikupen」是取自兔子（ウサギ）、松鼠（リス）、熊（クマ）、企鵝（ペンギン）的日語名字。

## 主題曲
- 片頭曲：（加油！雜牌拯救隊）
- 片尾曲：